# 히스토리아 아우구스타

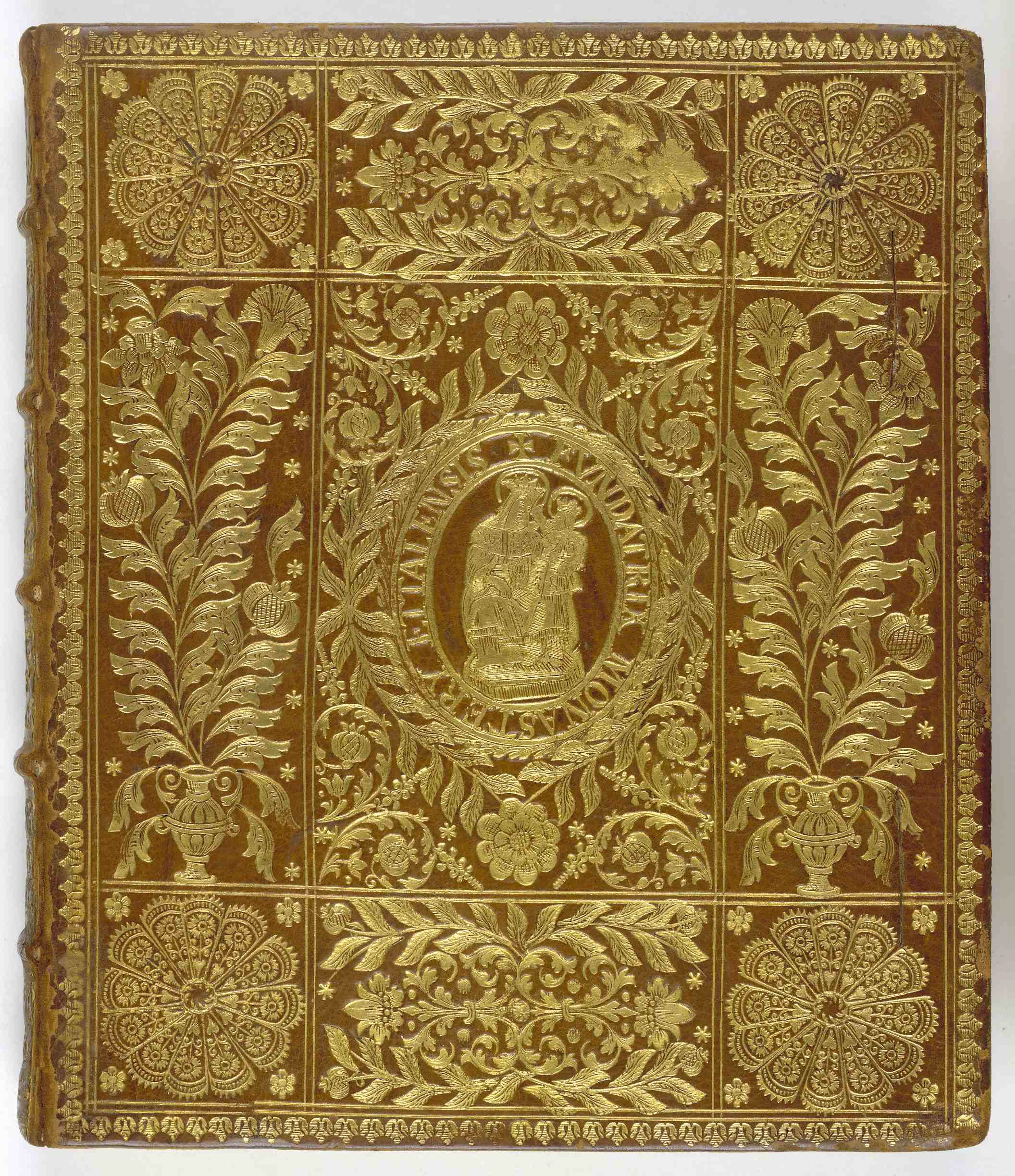
1968년 에디션 책 표지.

《히스토리아 아우구스타》(라틴어: Historia Augusta)는 117년에서 284년에 걸친 로마 황제들의 전기이다.